# La Chapelle-Vendômoise
 La Chapelle-Vendômoise  es una población y comuna francesa, en la región de Centro, departamento de Loir y Cher, en el distrito de Blois y cantón de Herbault.

## Demografía
| 424 | 421 | 553 | 623 | 708 | 744 |
| Para los censos de 1962 a 1999 la población legal corresponde a la población sin duplicidades (Fuente: INSEE [Consultar]) |     |     |     |     |     |